# Conferința de la Carnuntum
Conferința de la Carnuntum (în latină: Carnuntum) a fost o conferință militară desfășurată la 11 noiembrie 308, în orașul Carnuntum (azi Petronell-Carnuntum, Austria), care la acea vreme se afla în provincia Pannonia Prima. A fost convocat de Augustus (înalt împărat roman) în Galerius de Est (r. 293–311) ca o modalitate de a soluționa disputa asupra titlului de Augustus în Occident și, în consecință, pentru a înceta conflictele în curs din anul precedent. când el și înainte de aceasta Sever al II-lea (r. 305–307), au invadat Italia lui Maxentius (r. 306–312) și Maximian (r. 286–308; 310). La conferință au fost prezenți Dioclețian (r. 284–305), care era pensionat din 305, și fostul său coleg, Maximian.

Conform deliberărilor de la întâlnire, Maximian urma să se retragă definitiv din funcția sa imperială; Licinius (r. 308–324), fost general al lui Galerius, a fost crescut ca Augustus vestic și trebuia să se ocupe de Maxentius, care fusese tratat ca un uzurpator; iar Constantin (r. 306–337) a fost retrogradat, pentru a doua oară, în vestul Cezarului. Aceste decizii însă nu i-au plăcut pe cei mai mulți dintre ei: Constantin și-a pus la îndoială retrogradarea și a persistat să folosească stilul lui Augustus; Maximinus (r. 305–313) a cerut promovarea lui Galerius; Maximian nu va fi mulțumit de retrogradarea sa și va încerca o ultimă conspirație, în 310, la curtea lui Constantin din Arles, în timp ce Licinius nu va face nimic în anii următori pentru a-l opri pe Maxentius.

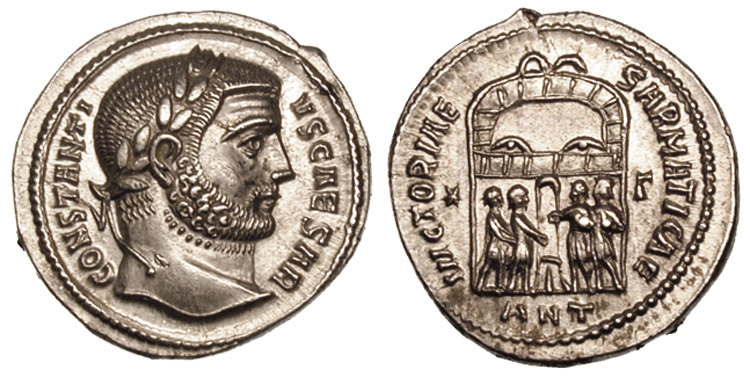
Constantius Chlorus ' Argenteus (r. 293–306) emis la Antiohia c. 294–295

Din 293, Imperiul Roman a fost guvernat de patru împărați, un set format dintr-un Augustus (împărat senior) și un Cezar (împărat junior) pentru fiecare dintre părțile de vest și de est. La 1 mai 305, augustii Dioclețian (r. 284-305) și Maximian (r. 285–308; 310) au abdicat de bunăvoie și caesares lor Constanțiu Chlorus (r. 293–306) și Galerius (r. 293–311) au fost ridicate la poziția augustală vestică și, respectiv, estică,  în timp ce Severus al II-lea (r. 305–307) și Maximinus Daza (r. 305–313) aveau să devină Cezarii vestici și, respectiv, estici.   
În 306, Constantius Chlorus (r. 293–306), augustul vestic, a murit la Eboracum (azi York, Anglia ),  iar soldații săi l-au aclamat pe fiul său Constantin cel Mare (r. 306-337) drept al său succesor.  Cu toate acestea, Galerius, Augustusul din Răsărit (r. 293–311) îl ridică pe Severus al II-lea (r. 305–307) la poziția de Augustus, deoarece prin aranjamentul Tetrarhiei predominante, fiind Cezarul de Vest, el urma să reușească. mortul Augustus. După câteva discuții diplomatice, Galerius l-a retrogradat pe Constantin în poziția de Cezar, pe care l-a acceptat, permițându-i astfel lui Severus să-și asume funcția. 

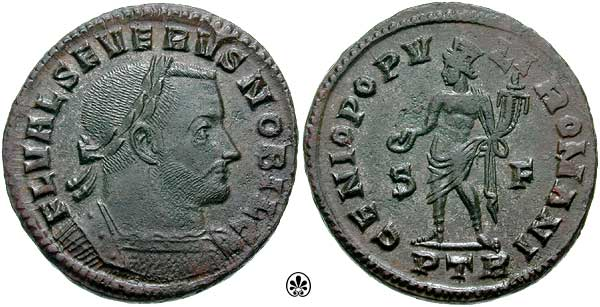
Follis al lui Severus al II-lea (r. 305–307) emis în Augusta din Treveros

Maxentius (r. 306–312), fiul lui Maximian (r. 285–308; 310), era gelos pe ridicarea lui Constantin, iar în timpul unei revolte din cauza impozitului pe capitație din Roma, o cohortă de gărzi pretoriane l-a proclamat împărat la 28 octombrie 306., deși la început s-a autodenumit princeps invictus („prinț neînvins”), în speranța de a obține recunoașterea domniei sale de către împăratul senior Galerius. Apoi, incomod de conducerea unică, Maxentius a trimis un set de robe imperiale lui Maximian și l-a salutat drept „August pentru a doua oară”, oferindu-i o regulă teoretică egală, dar mai puțină putere reală și un rang mai scăzut.  Până în 307, ambii suferiseră invazii. Prima de către Severus al II-lea, care s-a predat lui Maximian, iar după care, Maxentius și-a asumat în cele din urmă stilul lui Augustus. Și apoi de Galerius însuși, care în cele din urmă a decis să se retragă.  Înainte sau în timpul invaziei lui Galerius, Severus a fost executat sau a fost forțat să se sinucidă.
Curând după aceea, Maximian s-a îndreptat spre Galia pentru a negocia cu Constantin. S-a încheiat un acord prin care Constantin avea să se căsătorească cu fiica mai mică a lui Maximian, Fausta, și să fie ridicat la rangul augustan în regimul secesionist al lui Maxentius. În schimb, Constantin va reafirma vechea alianță de familie dintre Maximian și Constantius și va sprijini cauza lui Maxentius în Italia, dar va rămâne neutru în războiul cu Galerius. Acordul a fost încheiat cu o dublă ceremonie în Augusta Treverorum (azi Trier, Germania ) la sfârșitul anului 307, la care Constantin s-a căsătorit cu Fausta și a fost declarat August de către Maximian.  În 308, probabil în aprilie, Maximian a încercat să-și depună fiul într-un complot eșuat, forțându-l să fugă din Italia în dizgrație și, în cele din urmă, la curtea lui Constantin din Galia .  Conștient de situația din vest, Galerius a decis să organizeze o conferință, iar Maximian și-a pus speranțele de reascensiune pe aceasta. 

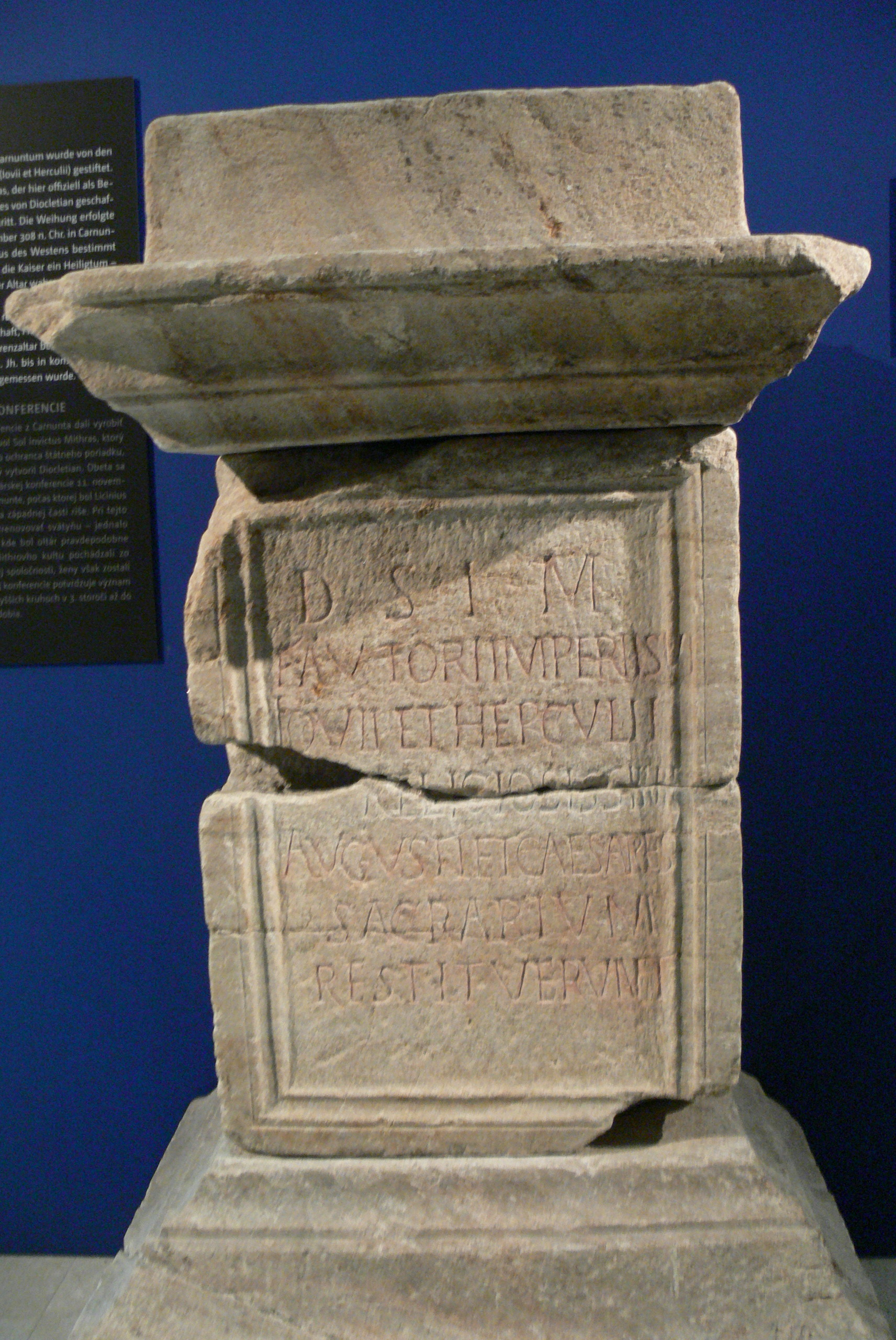
Altar închinat lui Mitra construit de Galeriu, Dioclețian și Maximian la conferința în numele tuturor împăraților. Muzeul Carnuntum

La 11 noiembrie 308, Galerius a convocat Conferința de la Carnuntum (acum Petronell-Carnuntum, Austria ) pentru a încerca să stabilizeze situația din provinciile vestice. La conferință au fost prezenți împăratul în retragere Dioclețian, care s-a întors pentru scurt timp la viața publică, Galerius și Maximian. La conferință, Maximian a fost forțat să abdice din nou, iar Constantin a fost retrogradat în fosta sa funcție de Cezar. 
În plus, Licinius, unul dintre tovarășii militari ai lui Galerius, care participa la conferință, a fost aclamat drept noul Augustus în Occident  și i s-a dat regiunile Tracia, Pannonia și Iliria, precum și misiunea de a neutraliza Maxentius în Italia.  În cele din urmă, augustii prezenți au reconstruit Mithraeum of Carnuntum și l-au dedicat Cezarilor absenți (Constantin și Maximinus Daza ) și ei înșiși: 
D(eo) S(oli) i(nvicto) M(ithrae)
Fautori imperii sui
Iovii et Herculii
religiosissimi Augusti et Caesares
Sacrarium restituerunt

Pentru savantul AL Frothingham, având în vedere că până în secolul al IV-lea cultul lui Mithras și Sol Invictus era în creștere, nu este de mirare că s-a făcut o dedicație acestor zei în numele împăraților. Potrivit acestuia, aceasta ar putea fi interpretată ca o predare simbolică a statului acestor zei, care din acel moment ar avea misiunea de a-l păzi și de a-l împiedica să se întoarcă la Criza secolului al III-lea . 

Augustus
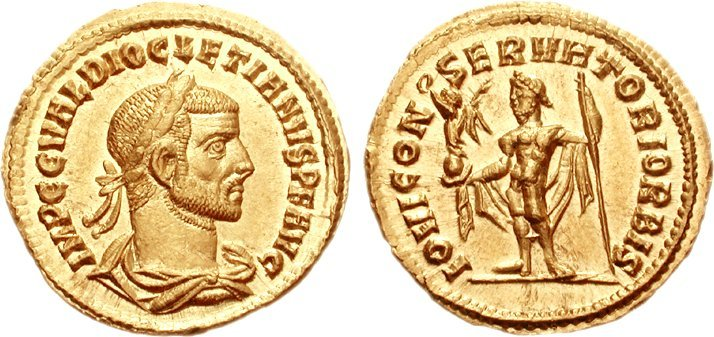
Aureusal luiDioclețian(r. 284–305) emis înCyzicusc. 286–287
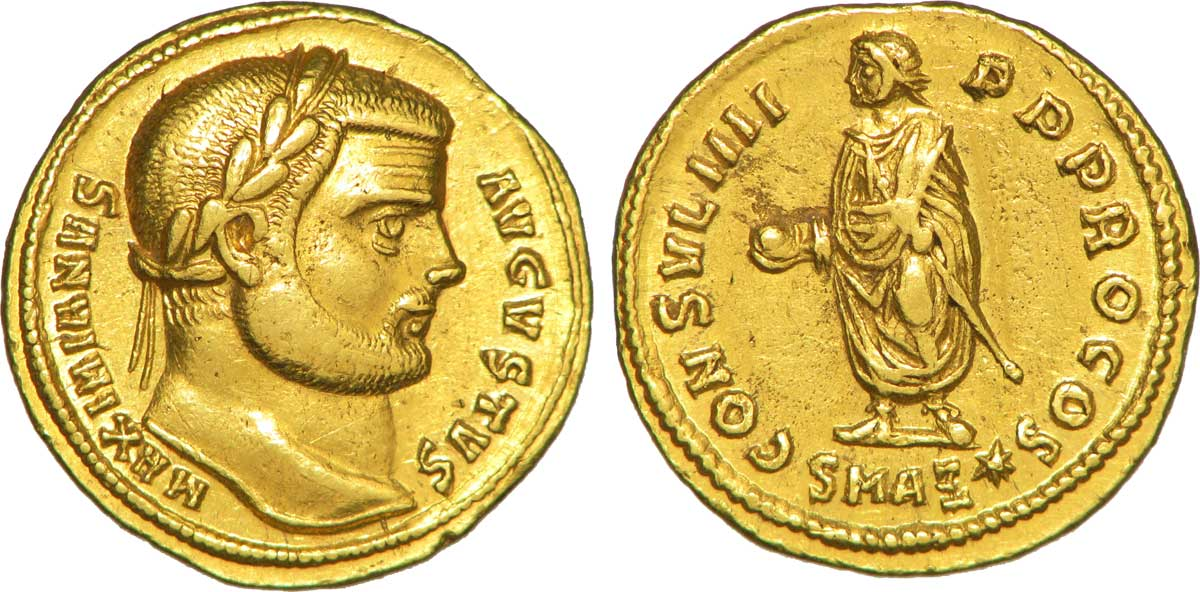
Aureus allui Maximian(r. 285–308; 310) emis laAntiohiac. 294–295
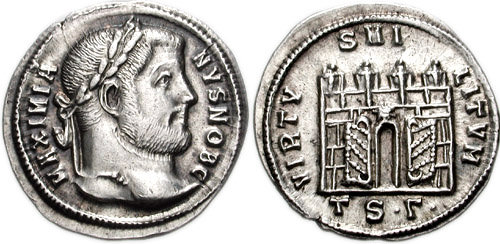
ArgenteusdinGalerius(r. 293–311) emis laSalonicc. 302
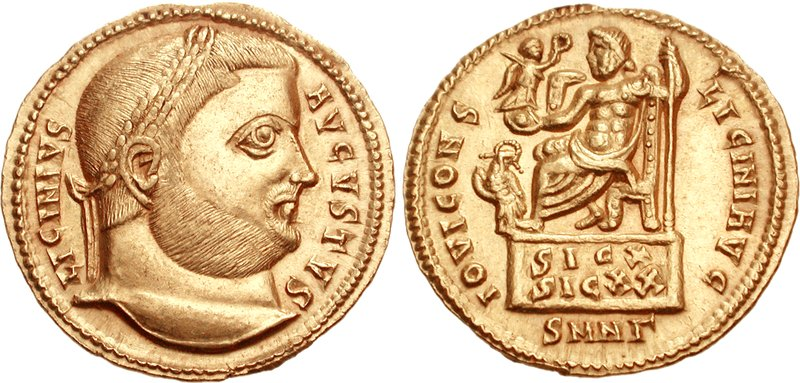
Solidusal luiLicinius(r. 308–324) emis înNicomediac. 317–318

Caesars
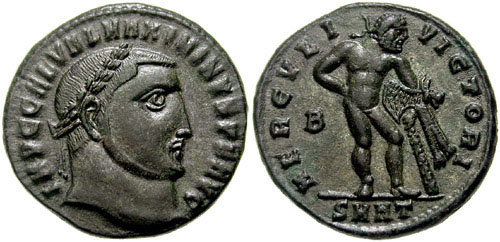
FollisluiMaximinus Daza(r. 305–313) emis înPerinthusc. 313
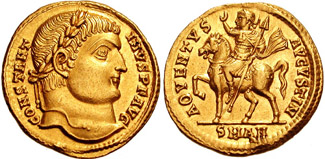
Solidus allui Constantin cel Mare(r. 306–337) emis laAntiohiac. 324–325

## Consecințe

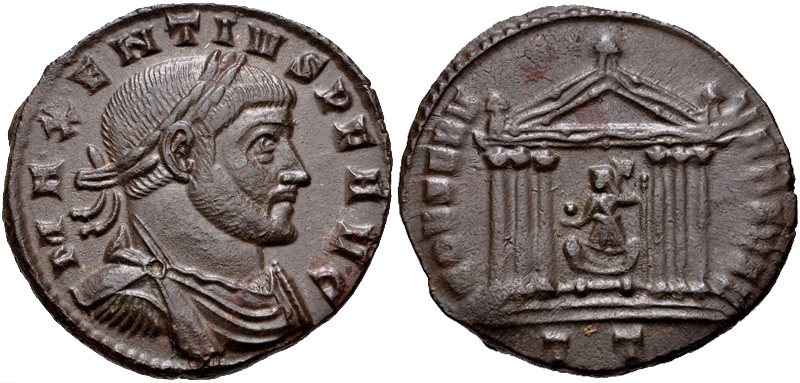
Follis lui Maxentius (r. 306–312) emis în Ticino c. 307–308

Noul sistem nu va dura mult: Constantin a refuzat să-și accepte retrogradarea și a continuat să se înfățișeze ca Augustus pe monedele sale, chiar dacă ceilalți membri ai Tetrarhiei au continuat să se refere la el ca Caesar. Între timp, Licinius nu a făcut nimic pentru a-l îndepărta de la putere pe uzurpatorul Maxentius și a preferat să se ocupe de problemele interne și de incursiunile barbare în provinciile învestite în el.  Mai mult, Maximinus Daza, frustrat de a fi desconsiderat ca posibil ocupant al postului acordat lui Licinius, a cerut o promovare lui Galerius. Galerius s-a oferit să-i numească atât pe Maximinus, cât și pe Constantin filii Augustorum („fiii lui Augustus ”, sing. filius Augustī ),        un titlu pe care amândoi l-au refuzat. . Cu toate acestea, între sfârșitul anului 309 și primăvara anului 310, Galerius a cedat și i-a numit pe fiecare Augustus, ceea ce a dus la o situație de cinci augusti care conduceau imperiul.  
La începutul anului 310, profitând de absența lui Constantin la granița Rinului în lupta împotriva invadatorilor franci, Maximian s-a revoltat la Arelate (actualul Arles, Franța ) și a încercat să-și ia poziția. El avea să câștige puțin sprijin pentru revoltă și în curând Constantin va deveni conștient de ceea ce s-a întâmplat. S-a îndreptat imediat spre sud și a înăbușit cu ușurință revolta, prinzându-l pe Maximian și încurajându-l să se sinucidă.        În anul următor, Maxentius, cerând răzbunare pentru moartea tatălui său, i-a declarat război lui Constantin, care a răspuns cu o invazie a nordului Italiei în 312.   În același an, Galerius a murit și Imperiul Roman de Răsărit este împărțit între Maximinus și Licinius, care după unele neînțelegeri, au decis să semneze pacea în 312 pe Bosfor. Ar fi de scurtă durată, ei declarându-se război unul altuia până în 313.  

## Vezi si
- Carnuntum
- Petronell-Carnuntum
- Imperiul Roman